# القصور الفاطمية الكبرى
القصور العظيمة للخلفاء الفاطميين (أوالقصور الفاطمية الكبرى). يحتوي على مجمعين رئيسيين للقصر، القصر الشرقي والقصر الغربي. كانت تقع في وسط مدينة القاهرة المسورة حول المنطقة التي لا تزال تعرف اليوم باسم بين القصرين ("بين القصرين").

## التاريخ والوصف

### نظرة عامة

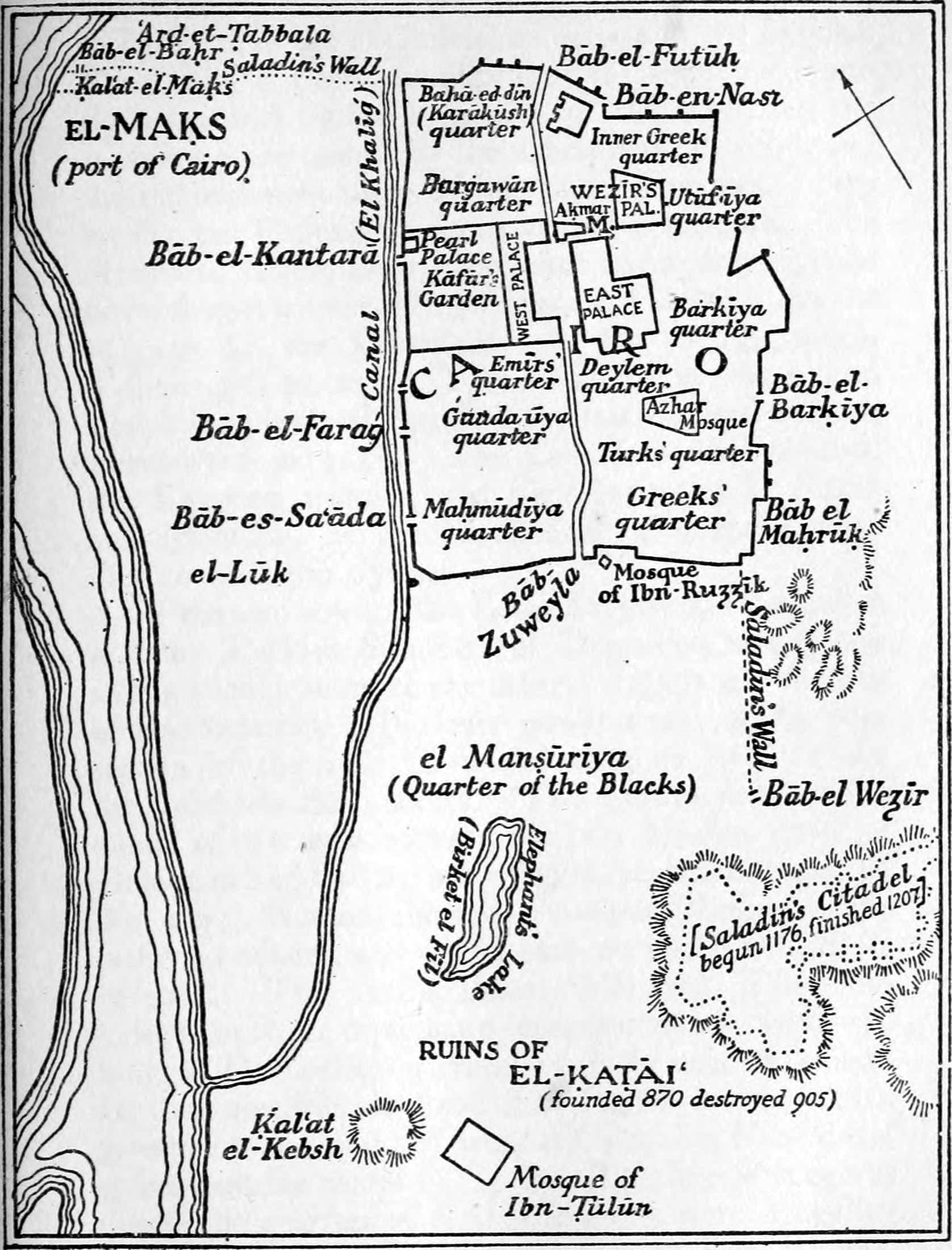
خطة ل الفاطميين القاهرة (قبل 1200 م)، كما أعيد بناؤها من قبل ستانلي لين بول، والتي تبين التخطيط التقريبي للمدينة وموقع القصور.

كان العبيديون  دولة الخلافة الشيعية الإسلامية التي غزت تونس في البداية، حيث أسسوا عاصمتهم الأولى في المهدية. ثم غزا مصر في 969 م بجيش كتامة الأمازيغية شمال إفريقيا تحت قيادة الجنرال جوهر الصقلي. في عام 970، كان جوهر مسؤولاً عن تخطيط وتأسيس وبناء مدينة جديدة لتكون بمثابة مقر إقامة ومركز قوة للخلفاء  العبيدين الذين ادّعو انتسابهم لآل البيت كذباً. سميت المدينة بالمعزية القاهرة ، «مدينة المعز المنتصرة»، فيما بعد سميت ببساطة «القاهرة»، والتي أعطتنا الاسم الحديث للقاهرة: :80تم تحديد موقع المدينة الجديدة شمال شرق الفسطاط، العاصمة السابقة والمدينة الرئيسية لمصر. نظم جوهر المدينة بحيث كان مجمع قصر الخلافة في مركزها، بالإضافة إلى الجامع الرئيسي، الأزهر، إلى الجنوب الشرقي. يتألف مجمع القصر من جزأين رئيسيين: القصر الشرقي الكبير ، الأول الذي وضعه جوهر عام 970 لوصول الخليفة المعزلدين الله، والقصر الغربي الذي أُضيف في عهد خليفته الخليفة العزيزبالله (حكم 975-996)::96كانوا معًا بمثابة مساكن للخلفاء وعائلاتهم طوال الفترة الفاطمية، وبالتالي عُرفوا أيضًا باسم دار الخلافة («دار الخلافة»). تأتي المعلومات المتعلقة بتصميم ومظهر هذه القصور من بعض التقارير المكتوبة، وخاصة من سجلات المؤرخ العربي المقريزي والرحالة الفارسي ناصر خسرو.
واجه القصرين بعضهما البعض عبر ساحة مفتوحة أو ساحة أصبحت تعرف باسم بين القصرين (بمعنى «بين القصرين»)، على نمط متكرر من المدينة الملكية الفاطمية الأصلية في المهدية، تونس. كان هذا المربع مستطيلا وقاس 105 by 255 متر (344 by 837 ft)، تناول أكثر 2.5 هكتار (6.2 أكر).:58 كان لها أهمية عامة ورمزية كبيرة، وكانت موقعا لمختلف الاحتفالات المتعلقة بالسلالة الحاكمة. المدخل الرسمي الكبير للقصر الشرقي العظيم، المعروف باسم باب الذهب («البوابة الذهبية»)، كانت موجودة هنا.

### القصر الشرقي الكبير
كان القصر الشرقي الكبير هو الأكبر من الاثنين، ويُعتقد أنه احتل حوالي 9 هكتارات (22 فدانًا)، أو خمس المساحة الإجمالية للقاهرة في ذلك الوقت. بدأت في عهد المعز وانتهت في عهد العزيز، على الرغم من استمرار العمل بمختلف أنواعه لعقود، حتى في عهد الحاكم وتحت الوزير المأمون البطيحي في القرن الثاني عشر. افتتح القصر لبقية المدينة من خلال تسع بوابات (ثلاثة إلى الغرب وواحد إلى الشمال وثلاثة إلى الشرق واثنان إلى الجنوب), لكنها أيضًا كانت مفصولة عن المدينة من حولها بحدائق وميادين مفتوحة. تم الحفاظ على هذا التصميم المترامي الأطراف ولكن المنعزل في وسط المدينة مع تقليد أرساه بالفعل الخلفاء العباسيون، لعزل الخليفة عن المجال العام. كما تم إيواء أعضاء المؤسسة الدينية الإسماعيلية (العلماء ورجال الدين) داخل أو حول القصر، الذي كان له مؤذن خاص به، وبالتالي لم يعتمد على الأذان في المسجد الأزهر.

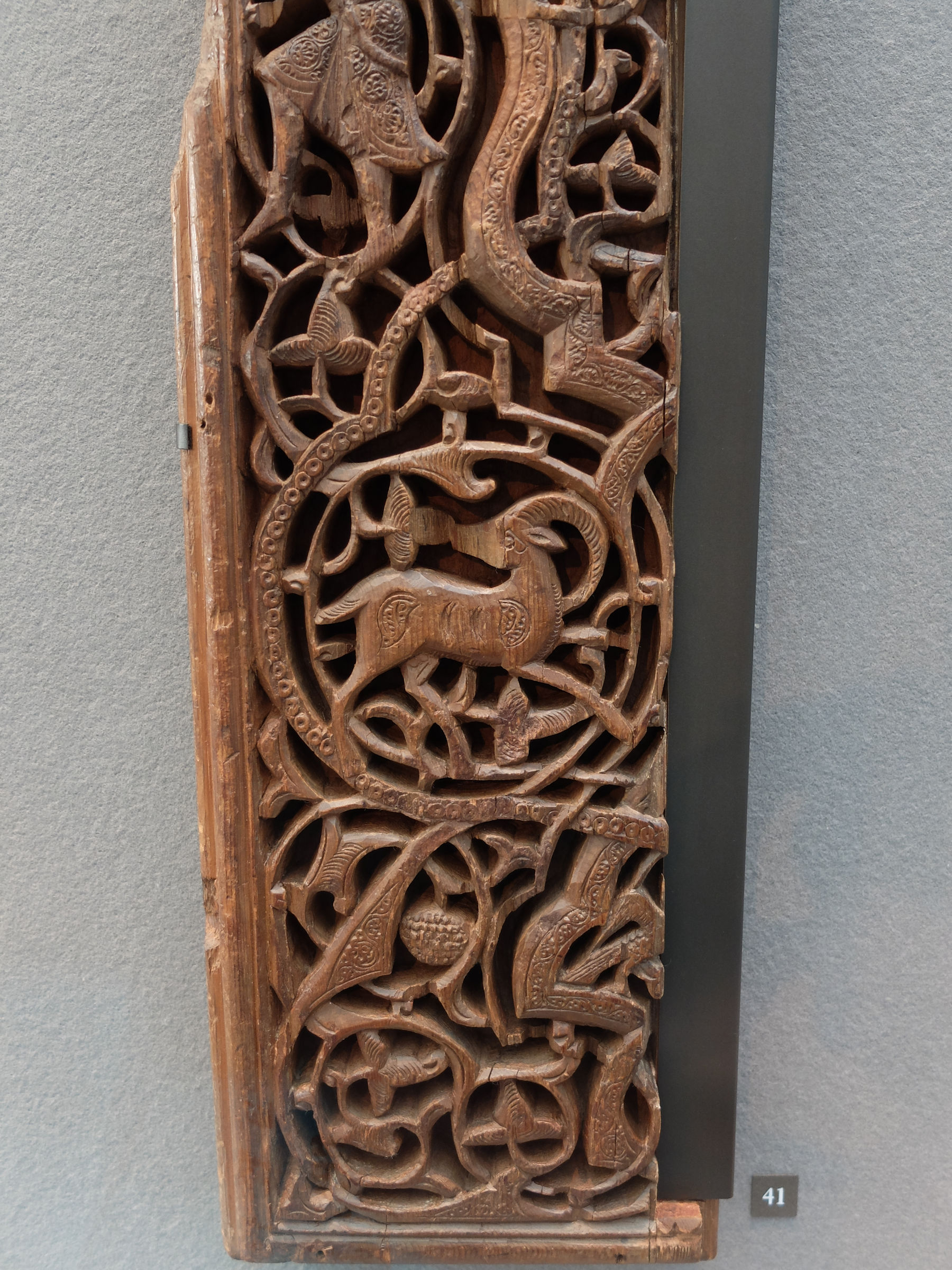
لوحة خشبية منحوتة عليها صور للحيوانات والبشر ، يعتقد أنها تنتمي إلى باب في أحد القصور الفاطمية. (على الشاشة في اللوفر.)

كان القصر الشرقي يتألف من العديد من القاعات العظيمة، وأهمها سبقتها ساحات (تسمى ديهليز). كما يضم القصر العديد من الحدائق أو الساحات، وغالبا ما يحدها الرواق ويضم أجنحة ونوافير، حيث تكشفت حياة المحكمة. أبلغ الزوار الذين كتبوا عن القصور عن أرصفة رخامية بألوان مختلفة ونوافير مركزية وتركيبات ذهبية وزخارف وحيوانات معروضة لإثارة إعجاب الضيوف.
كان المدخل الكبير الرسمي للقصر من خلال بوابته الغربية الوسطى المسماة باب الذهب («البوابة الذهبية»)، التي فتحت قبالة بين القصرين بلازا. (كان من الممكن أن يواجه موقعه في الوقت الحاضر ضريح قلاوون عبر الشارع.) على ما يبدو ظهرت الذهب جلبت من إفريقية (تونس الحالية). فوق البوابة كانت هناك شرفة يظهر فيها الخليفة للجمهور في مناسبات. أدى هذا المدخل إلى «القاعة الذهبية» (قاعدة الذهب أو دار الذهب) عبر ممر مقبب يبلغ طوله حوالي 30 مترا. كانت القاعة الذهبية بمثابة غرفة العرش حيث أقام الخليفة جمهوره اليومي وحيث أقيمت حفلات الاستقبال الرسمية وبعض المهرجانات الدينية. كانت قاعة مهمة أخرى تعرف باسم الإيوان العظيم، الذي توج بقبة. كان هذا هو المكان الذي كان فيه رجال الدين والمبشرون الإسماعيليون (داعيق) عقد خطب لسكان القصر، فضلا عن بعض من أهم المهرجانات الدينية. في هذه القاعة كانت مخبأة مقعد الخليفة وراء الشاشة أو مصبغة المعروفة باسم شباك آل خليفة («نافذة الخليفة»). تم بناء أو الانتهاء من كل من القاعة الذهبية والإيوان العظيم في عهد العزيز.
تم تناول حوالي ربع القصر إلى الشمال الشرقي من قبل ساحة كبيرة تسمى رحبة العيد («ساحة المهرجان»)، قياس 157 في 105 متر، والتي كانت نقطة الانطلاق لمواكب الخليفة عبر المدينة. واحدة من البوابات الشرقية، ودعا باب الزمرود («بوابة الزمرد»)، فتحت هذه الساحة وأتاحت الوصول إلى جزء القصر المعروف باسم قصر الزمرد، المقر الخاص للخليفة. تم استدعاء بوابة أخرى تفتح على الجانب الجنوبي من الساحة باب العيد. قاعة ارسنال، ودعا خيزان البنود (تقريبا «ترسانة اللافتات/الأعلام»)، تقع إلى الشرق من القصر، كما فعلت بوابة تعرف باسم باب قصر الشرق («بوابة القصر الشرقي»). البوابة الجنوبية الشرقية، باب ديلام («بوابة دايلاميت»)، أدى إلى النصب الذي أصبح فيما بعد ضريح الحسين (انظر أدناه)، بينما تم استدعاء البوابة الجنوبية الغربية باب تربت الزعفران (أو باب الزعفران)، بعد اسم الضريح الملكي المجاور (انظر أدناه). احتلت المطابخ الجزء الجنوبي الغربي من القصر، التي قدمت أيضا الطعام للفقراء خلال شهر صيام رمضان. في أقصى الجنوب من البوابات الغربية، وتقع هنا، أصبح يعرف باسم باب زهومة، سميت على اسم روائح الطعام المنبعثة من المطابخ. البوابة الشمالية الوحيدة للقصر، باب الريح («بوابة الريح»)، وكان المدخل المستخدمة من قبل داعيs. ربما كانت هذه البوابة أيضا آخر بوابة تختفي في فترة ما بعد الفاطمية، بعد أن نجت على الأقل حتى عام 1408 ورآها المقريزي.
في القرن 12، أضاف الوزير المأمون البطائي (في منصبه من 1122-1125) ثلاثة أجنحة أخرى إلى القصر. وكان مسؤولا أيضا عن بناء مسجد الأقمر، والتي لا تزال قائمة حتى اليوم، على الحافة الشمالية الغربية للقصر.

#### الضريح:تربة الزعفران
تعلق على الطرف الجنوبي من القصر الشرقي كان ضريح يعرف باسم تربت الزعفران («قبر الزعفران»)، الذي كان بمثابة موقع دفن الخلفاء.:57 حتى بقايا الخلفاء الفاطميين في تونس تم نقلهم هنا عندما انتقلت الخلافة إلى مصر. في نهاية المطاف تم هدم المقابر بالكامل من قبل أمير المماليك جهاركا الخليلي لإفساح المجال ل خان الخليلي في أواخر القرن ال14 ، والتي أعطت اسمها إلى المناطق المحيطة بها سوق المنطقة لا تزال موجودة اليوم. وبحسب ما ورد تخلص جهاركاس من عظام العائلة المالكة الفاطمية عن طريق رميها في تلال القمامة شرق المدينة.
أيضا المتاخمة لضريح الخلفاء كان ضريح في وقت لاحق من القرن ال12 الذي يزعم يضم رئيس آل الحسين، ابن علي بن أبي طالب الذي قتل في معركة كربلاء في 680 والتبجيل باعتباره شهيدا من قبل الشيعة. كان يعتقد في الأصل أن رأسه دفن في عسقلان، لكن الفاطميين جلبوه إلى القاهرة عام 1153 عندما تعرض عسقلان للتهديد من قبل الصليبيين. منذ أن ادعى الفاطميون النسب من خلال والدة الحسين، فاطمة، كان إنشاء هذا الضريح عملا رمزيا ودينيا مهما. الضريح لا يزال موجودا اليوم (وإن أعيد بناؤه عدة مرات) في مسجد الحسين الذي يزوره المسلمون بشدة.

### القصر الغربي

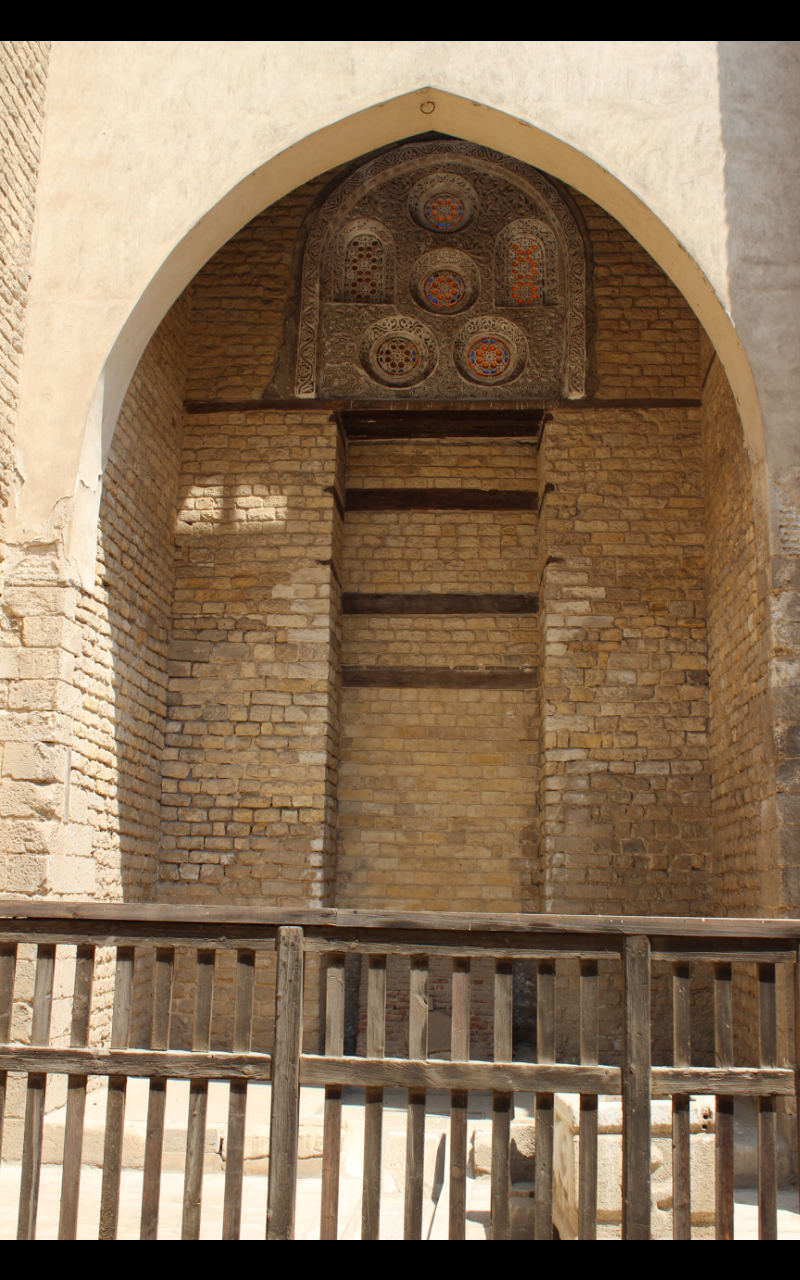
أ إيوان في ال مارستان (مستشفى) السلطان قلاوون الذي يضم بقايا من القصر الغربي الفاطمي الذي كان يقف هنا سابقا.

تم بناء القصر الغربي الأصغر (الذي يشار إليه أحيانًا باسم القصر الصغرى) في البداية كمقر لإحدى بنات الخليفة العزيز، ست الملك (التي كانت أيضًا حاكمًا فعليًا بين عامي 1021 و 1023). كانت تغطي حوالي 4.5 هكتار ولها جناحان ملفوفان حول الجانبين الجنوبي والشمالي لساحة بين القصرين. لا يُعرف الكثير عن هذا القصر بشكل عام، حيث سرعان ما تم استبداله بهياكل أخرى في عصر ما بعد الفاطميين. تم بناء القصر في موقع حديقة شاسعة كانت موجودة سابقًا تسمى البستان الكفور (أو البستان الكفوري) ، والتي تم إنشاؤها في الأصل من قبل الحاكم الإخشيدي أبو المسك كافور، الذي حكم مصر قبل الفاطميين. تم الاحتفاظ بالجزء الغربي من الحديقة لإسعاد الفاطميين وكان في البداية مخصصًا لعائلة الخليفة.[5] تم ربط القصور الشرقية والغربية، وكذلك هذه الحدائق إلى الغرب، من خلال أنفاق كبيرة تسمح للخلفاء بالانتقال من واحد إلى الآخر عن طريق الحصان. تم تجديد القصر الغربي في عام 1064 من قبل الخليفة المستنصر الذي كان يأمل في إيواء الخلفاء العباسيين، منافسيه السنة، بعد أن عزلهم لفترة وجيزة في بغداد لمدة عام (في 1058-59)؛ ومع ذلك، لم يتم تحقيق هذا الغرض.[9] كان القصر يُعرف أيضًا باسم قصر البحر («قصر البحر / النهر») في إشارة إلى حقيقة أنه يقع بالقرب من القناة القديمة (الخليج)، التي كانت تمر بجوار القاهرة والتي امتدت يومًا ما إلى البحر الأحمر.

### القصور والمرافق الفاطمية الأخرى القريبة
خلال الفترة الفاطمية، تم بناء العديد من القصور والمؤسسات الصغيرة الأخرى في المناطق المحيطة بقصور الخلفاء. إلى الجنوب من كل من القصور كانت مجموعة من الاسطبلات. ال الوزيرقصر، و دار الوزارة، كان يقع شمال شرق القصر الشرقي، على موقع التيار خانقة السلطان بيبرس الجشناكير ومدرسة أمير قراسنقر. تم بناؤه من قبل الوزير الأفضل (ابن الوزير الشهير بدر الجمالي) بعد 1094. الخليفة الحكيم (بين 996 و 1021) أو الأمير (في 1116) وأضاف بجانب الطرف الجنوبي من القصر الغربي أكاديمية المعروفة باسم دار العلم (تقريبا «بيت المعرفة / العلوم»). قصر آخر يعرف باسم القصر النافعي كانت تقع إلى الجنوب من القصر الشرقي على موقع المحتلة اليوم في القرن ال19 وكالة السلحدار داخل خان الخليلي. كما بنى الفاطميون قصورا ترفيهية على طول شواطئ النيل وعلى طول الخليج قناة، مثل لؤلا أو قصر اللؤلؤ الذي بناه العزيز وأعيد بناؤها من قبل الظاهر. (تم استخدامه لاحقا كمقر لوالد صلاح الدين.) كما قامت والدة العزيز ببناء قصر كبير داخل القرافة، مقبرة واسعة ومقبرة من المدينة الرئيسية الفسطاط إلى الجنوب.

## القصور بعد الفاطميين
تم فتح القاهرة نهائيا لجميع الناس من صلاح الدين ، الذي قام بتفكيك الخلافة الفاطمية في عام 1171 وشرع في بناء قلعة محصنة جديدة (الحالية قلعة القاهرة إلى الجنوب، خارج المدينة المسورة، التي من شأنها أن تؤوي حكام مصر وإدارة الدولة. أنهى هذا وضع القاهرة كمدينة قصر حصرية وبدأ عملية أصبحت المدينة من خلالها مركزا اقتصاديا يسكنه المصريون العاديون ويتردد عليه المسافرون الأجانب. أصبحت القصور الفاطمية القديمة في المدينة عفا عليها الزمن كمساكن الخلافة وفتحت لإعادة التطوير. قام صلاح الدين في البداية بتحويلهم إلى مساكن للأرستقراطية الخاصة به السلالة الأيوبية، وكذلك في المدارس، ومستشفى.:51 السلاطين الأيوبيين الكامل والصالح بنيت المدارس الهامة في مناطق مختلفة من موقع القصور السابقة. في فترة المماليك استمر تحول المنطقة واختفت معظم القصور واستبدلت بهياكل حضرية مختلفة، وتحولت إلى أحياء مدينة جديدة. بقيت بعض بقايا القصر واقفة لعدة قرون بعد سقوط الفاطميين.
ومع ذلك، ظل الشارع الرئيسي شمال - جنوب القاهرة، القصبة (شارع المعز)، عنصرًا أساسيًا، وظلت منطقة بين القصرين السابقة موقعًا متميزًا لبناء المجمعات المعمارية الملكية مثل ضريح مارستان- مجمع مدرسة السلطان قلاوون. ومع ذلك، اختفت ساحة بين القصرين نفسها بشكل مطرد وأصبحت امتدادًا آخر لشارع القصبة، حيث ملأ البناء على كلا الجانبين المساحة المفتوحة سابقًا.

## بقايا القصور اليوم

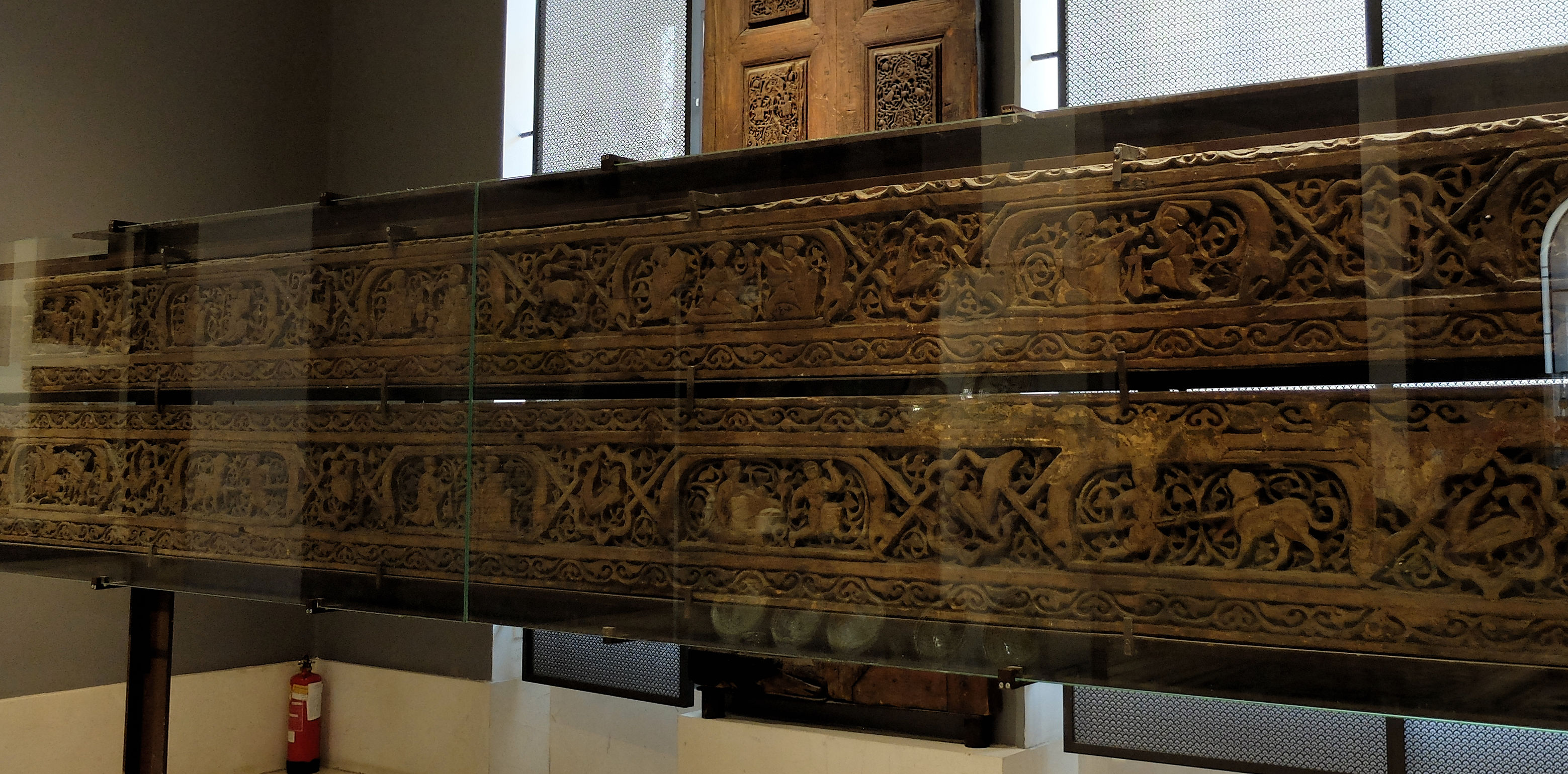
زوج من العوارض الخشبية المنحوتة مع مشاهد الحيوانات والبشر التي تنتمي إلى القصر الغربي الفاطمي. (على الشاشة في متحف الفن الإسلامي ، القاهرة.)

عمليا لم يبق شيء من القصور اليوم، باستثناء الأسماء الجغرافية العرضية وبعض الشظايا المادية البسيطة. بنيت معظم الأبنية في منطقة بين القصرين فوق أساسات أو أطلال القصور. إحدى الساحات الرئيسية في مارستان (مستشفى) السلطان المنصور قلاوون (بُنيت عام 1285) تضم بقايا القصر الفاطمي الغربي، ولا سيما بعض النوافذ الجصية المنحوتة في إيوانها الشرقي، وربما كانت جزءًا مما كان في الأصل فناء قصر. التي بها أربعة إيوانات مرتبة في تشكيل متقاطع.:58 وبالمثل، فإن النافورة المفصصة في وسط فناء مدرسة قلاوون (في نفس المجمع) تنتمي أيضا إلى ذلك القصر. القرن 13 مدرسة الصالح أيوب بنيت جزئيا على المطابخ السابقة للقصر. ال خانقة السلطان بيبرس الجشناكير (بنيت في 1306-1310) ومدرسة أمير قراسنقر (بنيت في 1300) تقف على موقع الإقامة السابقة للوزراء الفاطميين، والتي تواجه بوابة غربية للقصر الشرقي. كانت الشبكة الحديدية الكبيرة للواجهة الخارجية لضريح خانقاه بيبرس الجاشناكير في الأصل قطعة أثرية تم جلبها من القصور العباسية في بغداد واستخدامها في قصر الوزراء الفاطميين. بنيت المئذنة الأيوبية القديمة عند مدخل مسجد الحسين فوق إحدى البوابات السابقة للقصر الفاطمي الشرقي (المشار إليها باسم «الباب الأخضر» ولكن ربما هي نفس باب الديلم) مثل ضريح آل. - الحسين كان ملاصقا للقصر في الأصل.
بعض القطع الأثرية والقطع المعمارية من القصور الفاطمية الكبرى معروضة الآن في متحف الفن الإسلامي بالقاهرة، بما في ذلك الألواح الخشبية والعوارض الموجودة في مجمع ماريستان بقلاوون وفي مدرسة الناصر محمد.

## ببليوغرافيا
- Sayyid, Ayman Fuʾād (1998). La capitale de l'Égypte jusqu'à l'époque fatimide. Al-Qāhira et al-Fusṭāṭ: Essai de reconstitution topographique. Beiruter Texte und Studien (بالفرنسية). Stuttgart: Franz Steiner Verlag. ISBN:3-515-05716-1.